# Ron Freeman
Ron Freeman (eigentlich Ronald John Freeman II.; * 12. Juni 1947 in Elizabeth, New Jersey) ist ein ehemaliger US-amerikanischer Sprinter. Er gewann 1968 in Mexiko-Stadt zwei olympische Medaillen. Er war der schnellste Läufer beim Weltrekord in der 4-mal-400-Meter-Staffel, der nahezu 24 Jahre hielt.
Der 1,83 m große Ron Freeman gewann nie einen Einzeltitel bei US-Meisterschaften und hatte im Olympiajahr 1968 seine einzige herausragende Saison. Die Olympiaqualifikation der US-Amerikaner wurde in Echo Summit in 2250 Meter Höhe über dem Meeresspiegel ausgetragen, um die Bedingungen von Mexiko-Stadt zu simulieren. Im Endlauf über 400 m siegte Lee Evans in 44,0 s vor Larry James in 44,1 s. Beide blieben damit deutlich unter dem Weltrekord, den Tommie Smith mit 44,5 s hielt. Freeman konnte sich in 44,6 s knapp vor Vince Matthews in 44,8 s als dritter Einzelstarter qualifizieren.
Bei den Olympischen Spielen in Mexiko-Stadt liefen alle drei US-Amerikaner in den Vorläufen eher verhalten, qualifizierten sich aber ohne jegliche Probleme für die Endrunde am 18. Oktober 1968. Dieses Finale war dann das schnellste 400-Meter-Rennen bis dahin. Evans gewann in 43,86 s vor James in 43,97 s und Freeman in 44,41 s, während die anderen Finalteilnehmer jenseits der 45-Sekunden-Grenze ins Ziel kamen. Der Weltrekord von Lee Evans wurde erst 1988 von Harry Reynolds unterboten.
Noch länger hielt sich der Weltrekord, den die US-amerikanische Mannschaft in der 4-mal-400-Meter-Staffel am 20. Oktober im Finale aufstellte. Vince Matthews, Ron Freeman, Larry James und Lee Evans unterboten in 2:56,16 min um 3,8 Sekunden die alte Rekordmarke, unter der auch die zweitplatzierte Stafette blieb. Die schnellste Teilstrecke in der Staffel hatte Freeman in 43,2 s zurückgelegt, womit er dem Kenianer Munyoro Nyamau nicht nur die Führung von rund drei Metern abnahm, sondern 20 Meter Vorsprung bei der Übergabe des Staffelstabs an James herauslief. Bei der Siegerehrung präsentierten sich die vier farbigen Amerikaner mit Baretten und erhobenen Fäusten als Anhänger der Black-Power-Bewegung. 
Erst die US-Stafette bei den Olympischen Spielen 1988 stellte den Weltrekord ein, wobei Seoul nahezu auf Meereshöhe liegt. Bei den Olympischen Spielen 1992 in Barcelona wurde der langlebigste Weltrekord von 1968 dann unterboten.